# كريس توماس (لاعب كرة قدم أمريكية)
كريس توماس (بالإنجليزية: Chris Thomas)‏ هو لاعب كرة قدم أمريكية أمريكي، ولد في 16 يوليو 1971 في بربانك في الولايات المتحدة.

## وصلات خارجية
- كريس توماس على موقع مرجع كرة القدم المحترفة.كوم (الإنجليزية)